# Stade Auguste-Denise
 (mars 2025).
Si vous disposez d'ouvrages ou d'articles de référence ou si vous connaissez des sites web de qualité traitant du thème abordé ici, merci de compléter l'article en donnant les références utiles à sa vérifiabilité et en les liant à la section « Notes et références ».
Le stade Auguste-Denise est un stade de football de Côte d'Ivoire qui se situe dans la ville de San-Pédro. Il peut accueillir 8 000 spectateurs.
C'est le stade où jouent le FC San Pédro et le Séwé Sports de San-Pédro. 
Son nom est un hommage à Auguste Denise (1906-1991), un homme politique ivoirien, compagnon de lutte d'Houphouët-Boigny.